# Paszki Duże (gromada)
Paszki Duże – dawna gromada, czyli najmniejsza jednostka podziału terytorialnego Polskiej Rzeczypospolitej Ludowej w latach 1954–1972.
Gromady, z gromadzkimi radami narodowymi (GRN) jako organami władzy najniższego stopnia na wsi, funkcjonowały od reformy reorganizującej administrację wiejską przeprowadzonej jesienią 1954 do momentu ich zniesienia z dniem 1 stycznia 1973, tym samym wypierając organizację gminną w latach 1954–1972.
Gromadę Paszki Duże z siedzibą GRN w Paszkach Dużych utworzono – jako jedną z 8759 gromad na obszarze Polski – w powiecie radzyńskim w woj. lubelskim na mocy uchwały nr 15 WRN w Lublinie z dnia 5 października 1954. W skład jednostki weszły obszary dotychczasowych gromad Paszki Duże, Paszki Małe, Wrzosów, Lichty i Zabiele ze zniesionej gminy Biała w tymże powiecie. Dla gromady ustalono 25 członków gromadzkiej rady narodowej.
1 stycznia 1962 gromadę zniesiono, włączając jej obszar do gromad Biała (wsie Lichty, Paszki Małe, Paszki Duże i Zabiele oraz kolonię Paszki Małe) i Borki (wieś, kolonię i osadę Wrzosów) w tymże powiecie.